# سلحفاة الغابات الآسيوية
سلحفاة الغابات الآسيوية أو السلحفاة البنية الآسيوية هي نوع من السلاحف البرية وأحد نوعي جنس مانوريا. تعيش هذه السلاحف في منطقة جنوب وجنوب شرق آسيا، بالبلاد الآتية: الهند (في ولاية آسام) وبنغلادش وبورما وتايلند وماليزيا وإندونيسيا (في جزيرتي سومطرة وبورنيو).

## الوصف
تعد سلحفاة الغابات الآسيوية أكبر سلحفاةٍ في بر قارة آسيا (دون احتساب الجزر)، فقد يصل وزن ذكورها الكبيرة حتى 25 كيلوغراماً في البرية، وأكثر بكثيرٍ في الأسر. الصدفة متطاولة جداً، إذ يبلغ عرضها أقلَّ من نصف طولها. يكون لون السلاحف البالغة بنياً أو مسوداً، وأما الصغار فأصدافها صفراء، وعليها علامات بنية غامقة.
يعتقد أن سلحفاة الغابات الآسيوية هي إحدى أكثر السلاحف البرية الحية بدائية، وذلك بناءً على الدراسات الوراثية التي أجريت حولها. فهي السلحفاة البرية الوحيدة في العالم التي تضع بيضها فوق سطح الأرض، وذلك في عشّ تبنيه بنفسها من أوراق الأشجار. تستعمل الإناث أرجلها الأمامية والخلفية خلال جمع الأوراق، ثم تضع في العش ما يصل إلى 50 بيضة. وهي على عكس السلاحف الأخرى تربض بجوار بيضها حتى يفقس لحمايته من المفترسين، وتدافع عنه بشراسةٍ عند اقتراب أحد الضواري.